# فرانك فينلي
فرانك فينلي (بالإنجليزية: Frank Fennelly)‏ هو لاعب كرة قاعدة أمريكي، ولد في 18 فبراير 1860 في فول ريفر في الولايات المتحدة، وتوفي بنفس المكان في 14 أغسطس 1920.